# Johann-Friedricher Teich

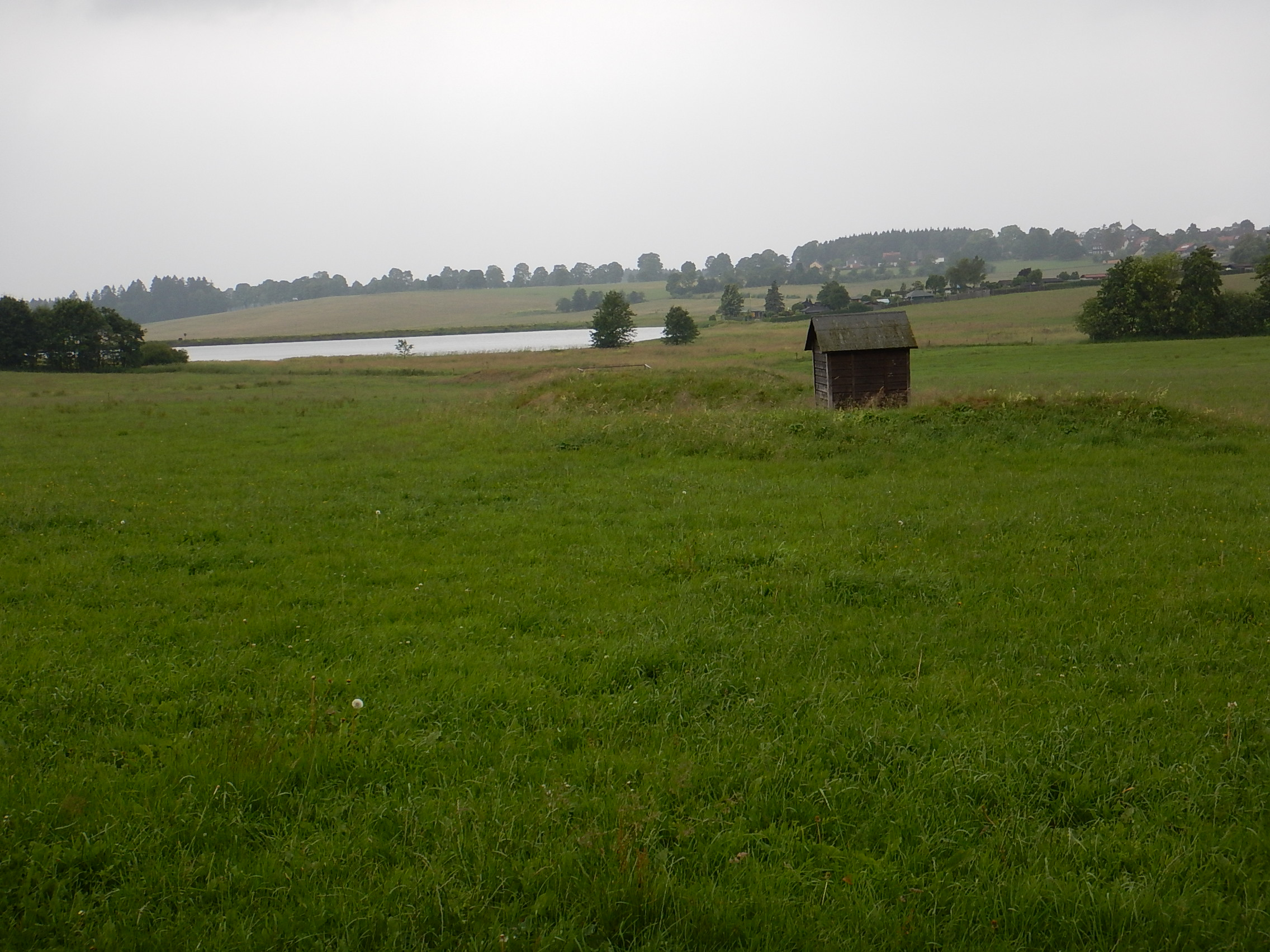
Johann-Friedricher Teich, Ansicht von Nordosten. Unter der Hütte im Vordergrund befindet sich die Striegelbedienung für den Oberen Fall.

Der Johann-Friedricher Teich ist eine historische Talsperre bei Clausthal-Zellerfeld. Er wurde im Zusammenhang mit dem Oberharzer Wasserregal von Oberharzer Bergleuten im 17. Jahrhundert angelegt. Wie alle Oberharzer Teiche ist auch der Johann-Friedricher Teich seit dem Jahr 2010 Bestandteil des UNESCO-Weltkulturerbes Bergwerk Rammelsberg, Altstadt von Goslar und Oberharzer Wasserwirtschaft.

## Lage
Der Teich liegt am südöstlichen Ortsrand der Doppelstadt Clausthal-Zellerfeld. Umgeben von einem Bergwiesengelände stellt er den obersten Teich einer Kaskade von Teichen im Oberharzer Wasserregal wahr. Das Wasser der obersten Teiche war immer besonders wertvoll, weil man nur damit die höchstgelegenen Bergwerke versorgen und es anschließend noch mehrfach auch an tiefergelegenen Wasserrädern als Aufschlagwasser verwenden konnte. Unmittelbar unterhalb des Johann-Friedricher Teiches befindet sich der Alte Wasserläufer Teich, darunter der Schwarzenbacher Teich, darauf folgen der Sumpfteich sowie der Prinzenteich. Nach weiteren 15 Kilometer Fließweg gelangt das Wasser in die Innerstetalsperre.

## Beschreibung
Die Namensgebung erfolgte zu Ehren des Landesherren Johann Friedrich (Braunschweig-Calenberg).
Der Staudamm wurde als Erdbauwerk, das heißt mit einer Erd- und Felsschüttung, erstellt. Dieses Dammschüttmaterial wurde örtlich gewonnen und ist von überwiegend steiniger Substanz. Die Dichtung besteht aus Rasensoden und verläuft entlang der wasserseitigen Böschung. Es handelt sich um einen Teich der „Alten Bauart“.
Als Grundablass dient nach wie vor ein Holzgerenne, welches möglicherweise aus der Bauzeit stammt. Er wird seit den 1970er Jahren hydraulisch von der Dammkrone aus betätigt. Als einzigartige Besonderheit im Oberharzer Wasserregal verfügt dieser Teich über eine zweite Entnahme auf etwas höherem Niveau, dem „Oberen Fall“ südöstlich der Stauwurzel. Hier kann durch einen Stollen, dem 805 m langen Johann-Friedricher Wasserlauf Wasser in Richtung der Grube Dorothea abgegeben werden, die im 18. und 19. Jahrhundert besonders ergiebig Silber förderte. Diese Verbindung ist in der Open Street Map gut zu erkennen. Der Obere Fall einschließlich des Johann-Friedricher Wasserlaufes ist weiterhin in Betrieb.
Die Hochwasserentlastungsanlage befindet sich am südöstlichen Dammende. Sie besteht aus Stahlbeton und ist 1983 entstanden. Aufgrund der hohen Relevanz des Teiches für die Kraftwasserversorgung kam es bis 1980 nur sehr selten zum Überlaufen des Teiches und die Ausflut leitete in diesen seltenen Fällen das Wasser einfach auf die westlich gelegene Wiese. Da es seit der Einstellung der Kraftwassernutzung  wesentlich häufiger zum Überlauf kam, wurde 1984 auch eine Schussrinne geschaffen, die Anfang der 2020er Jahre erneuert werden musste.
Der Damm ist auf gesamter Länge wasserseitig im oberen Bereich mit einer Wellenschutzmauer aus Trockenmauerwerk versehen.

## Bauwerkshistorie
Das Bauwerk wurde 1676 errichtet. Es diente vorrangig der Versorgung der Grube Dorothea und dem Kunstrad der Grube Caroline. Da diese beiden Bergwerke über mehr als einhundert Jahre besonders viel Gewinn (Ausbeute) abwarfen, war der Teich besonders wichtig.
Die Erneuerung der Hochwasserentlastungsanlage und deren Schussrinne in den Jahren 1983 und 1984 wurde bereits erwähnt. 1993 wurde die Wellenschutzmauer aus Trockenmauerwerk komplett saniert. 1997/1998 wurde der Teich entleert und beide Grundablasskonstruktionen geprüft und zum Teil saniert. So wurde die hydraulische Betätigung des Striegels Unterer Fall (Grundablass) erneuert, beim Oberen Fall wurden Stollen und Striegel untersucht und zum Teil saniert. Schwierigkeiten brachte beim Oberen Fall die starke Verschlammung nach jahrhundertelangem Betrieb.
2011 wurde das auf der Wiese stehende Striegelhaus Oberer Fall vollständig erneuert. Der Damm wurde zur Aufnahme des Bemessungshochwassers um mehr als 30 cm mit Mineralgemisch erhöht.

## Einzugsgebiet, Wasserwirtschaft
Das Einzugsgebiet des Johann-Friedricher Teiches ist mit 0,33 km² auch für Oberharzer Verhältnisse sehr klein. Es besteht zum größten Teil aus Wiesenflächen, am Nordufer auch aus der Fläche eines Kleingartens. In der äußersten nördlichen Peripherie des Einzugsgebietes befindet sich die Bundesstraße 243 sowie Ränder von Siedlungsflächen. Ein wirklicher Zulaufbach ist im Gelände nicht erkennbar. Das kleine Einzugsgebiet bewirkt auch, dass der Wasserstand trotz geschlossenem Grundablass in trockenen Monaten absinkt, da die Verdunstungs- und Sickerwasserverluste höher sind, als der Zulauf. 
Etwa alle drei Jahre wird der Teich auch verhältnismäßig stark abgesenkt, um auf dem Teichboden befindliche seltene Pflanzenpopulationen erhalten zu können.

## Sonstiges
Fischereitechnisch ist der Teich an einen örtlichen Angelverein verpachtet. Das nährstoffarme Stillgewässer ist mit Forelle, Karpfen, Schleie, Barsch und Zander besetzt. Gastkarten können an mehreren Stellen erworben werden.

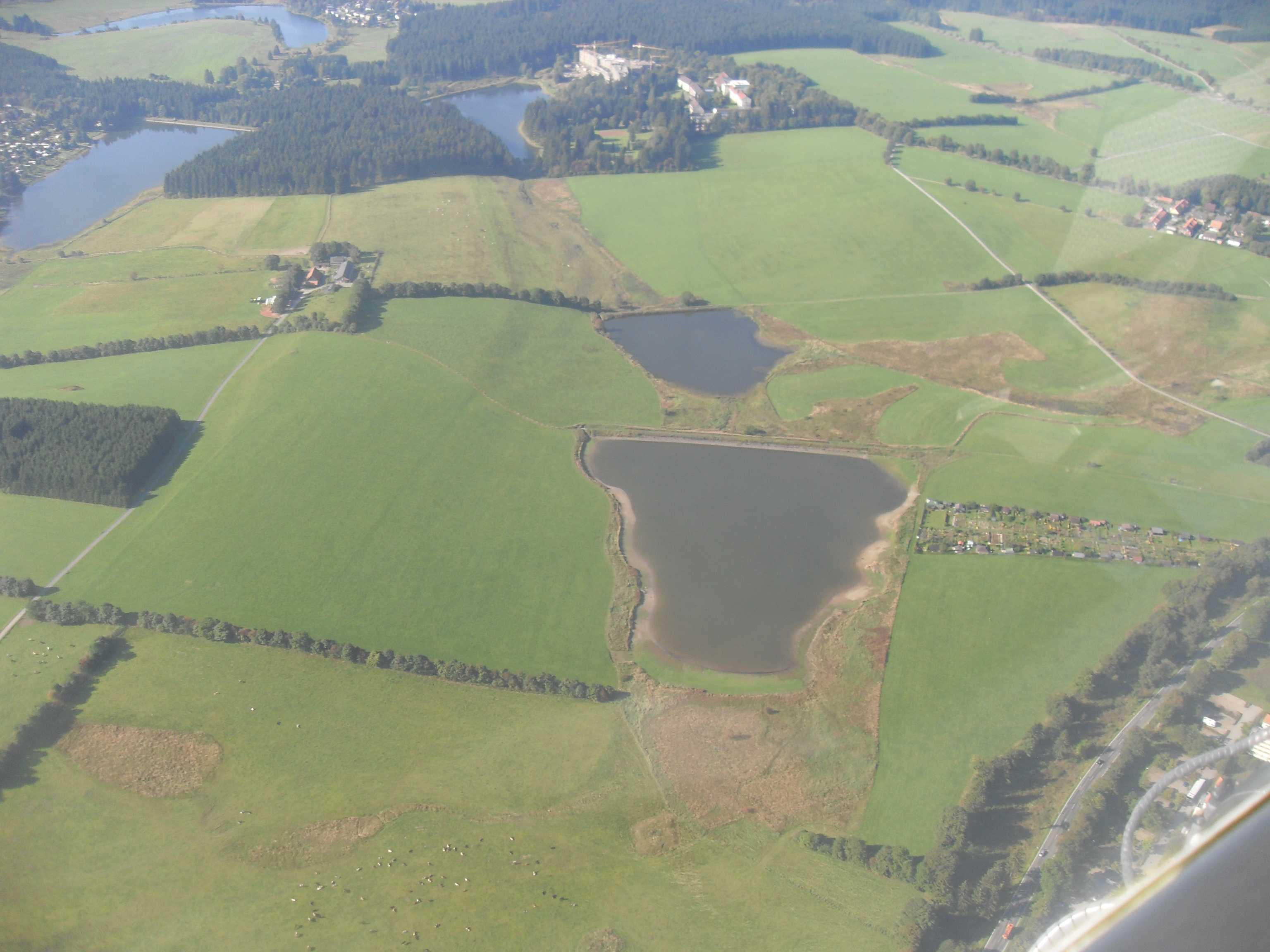
Johann-Friedricher Teich, Luftbild
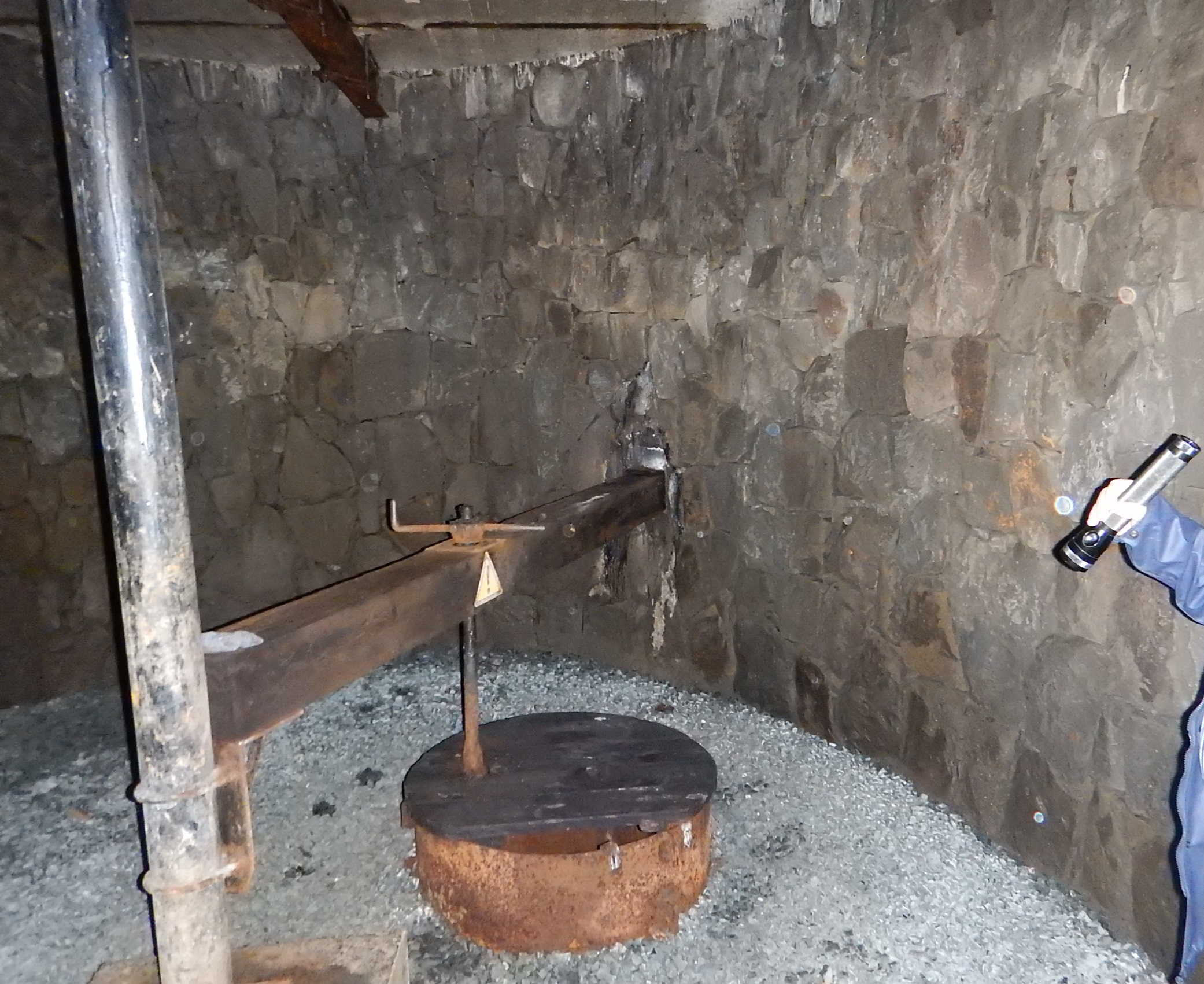
Johann-Friedricher Teich, Striegel Oberer Fall
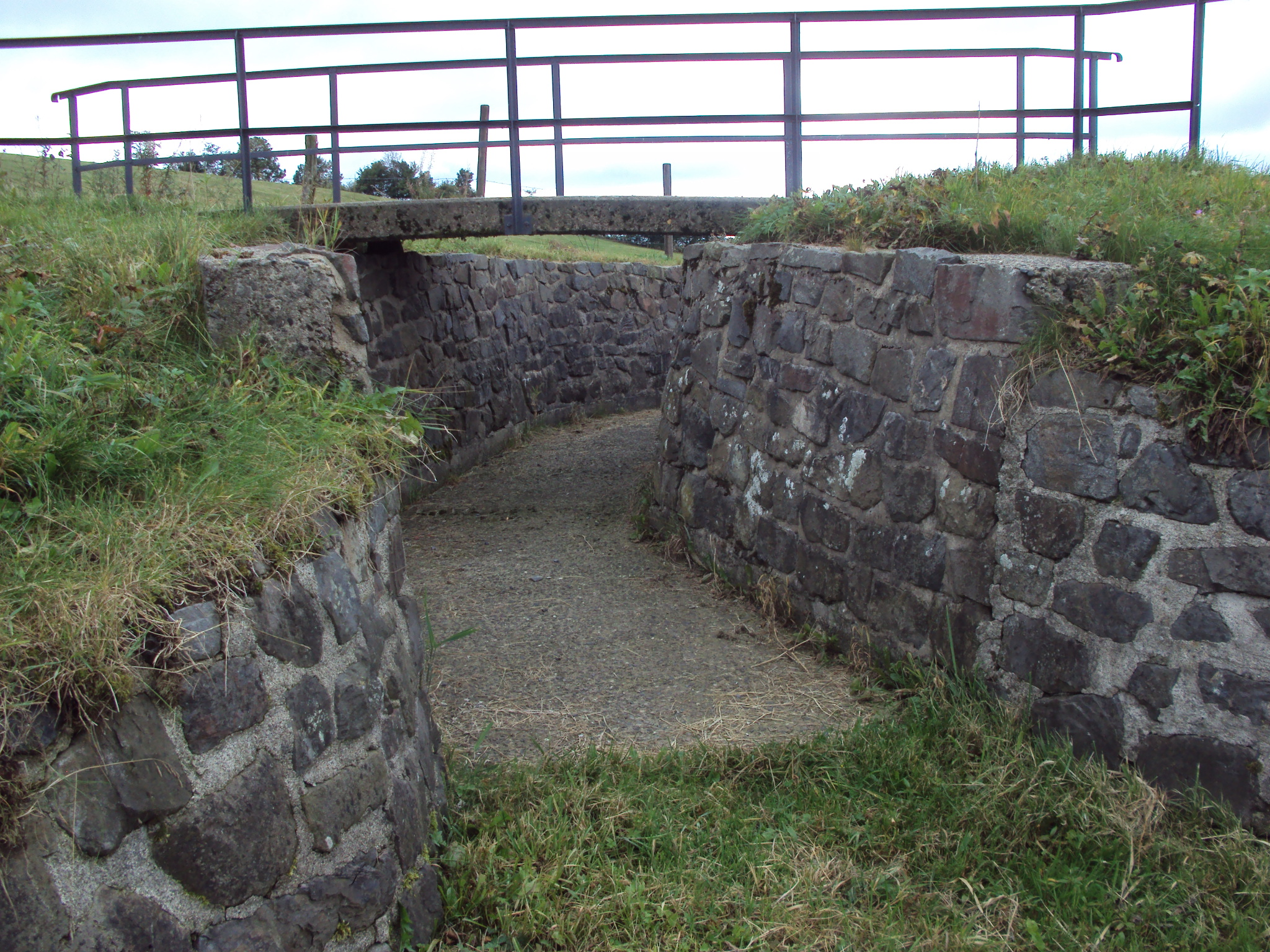
Hochwasserentlastungsanlage des Johann-Friedricher Teiches
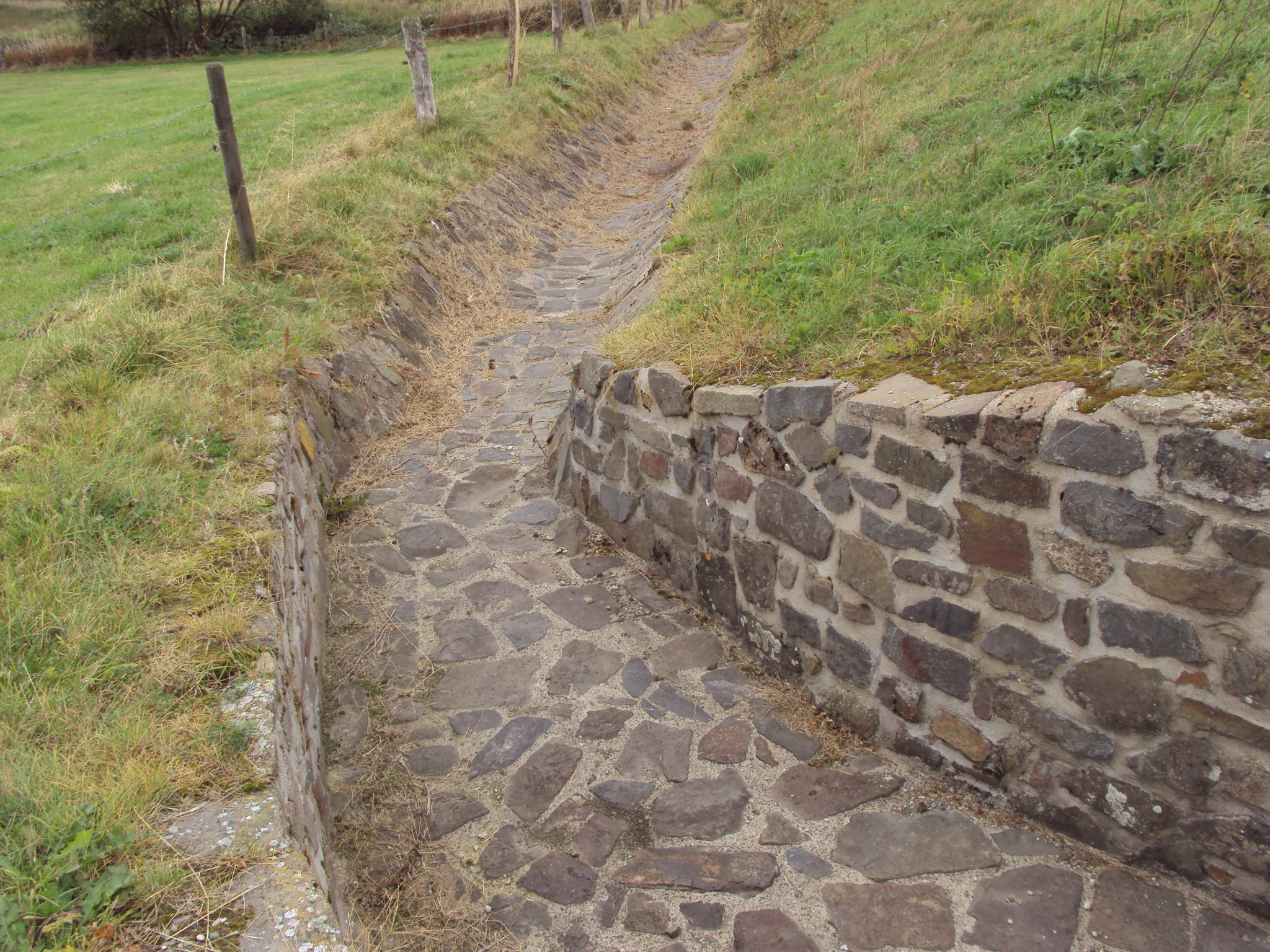
Hochwasserentlastung: Auslauf der Ausflut und Übergang zur Schussrinne